# Martel Wiegand
Martel Wiegand (* 4. August 1922 in Düsseldorf; † 4. Oktober 2006 in Kaarst) war eine deutsche Hochschullehrerin, Illustratorin, Textilkünstlerin und Aquarellistin.

## Leben

### Familie
Martel Wiegand stammt aus einer Lehrerfamilie. 1951 heiratete sie den Künstler Gottfried Wiegand; gemeinsam hatten sie drei Kinder, die alle im künstlerischen Bereich tätig wurden, unter anderem auch ihre Tochter Suse Wiegand. Sie lebte mit ihrer Familie in Kaarst bei Düsseldorf.

### Werdegang
Weil sie als Kind viel allein war, formte sie bereits im Alter von fünf Jahren ihre ersten Fantasie-Objekte aus Lappen. Von 1940 bis 1942 hatte sie ihr Pflichtjahr und erhielt Privatunterricht. Sie studierte drei Semester an der Kunstakademie Düsseldorf, bevor sie während des Zweiten Weltkriegs ihren Fabrik- und Arbeitsdienst ableistete.
Nach Beendigung des Kriegs studierte sie von 1946 bis 1949 an der Akademie der Bildenden Künste München in München Freie Malerei und lernte den Kunstpädagogen Richard Ott sowie südamerikanische Kunsterzieher kennen; durch diese Bekanntschaften formten sich bei ihr die ersten pädagogischen Überlegungen. 1950 bestand sie die Begabtenprüfung für die Zulassung zum Hochschulstudium, sodass sie bis 1952 an der Kunstakademie Düsseldorf studierte und, nachdem sie das Staatsexamen bestanden hatte, dort eine Lehrtätigkeit am Städtischen Werkseminar am Räuscherweg aufnahm.
Von 1953 bis 1968 leitete sie einen „offenen Zeichensaal“ für Kinder und übernahm in dieser Zeit von 1955 bis 1956 die Leitung einer Experimentierklasse an der Akademie Düsseldorf. 1972 erhielt sie einen Lehrauftrag an der Gesamthochschule Essen (siehe Universität Duisburg-Essen) und war ab 1974 Lektorin und wissenschaftliche Mitarbeiterin; dort befreundete sie sich auch mit Eva Thomkins. Von 1974 bis 1980 hielt sie sich zu Studienzwecken in Irland und Italien auf, unter anderem in der Villa Romana in Florenz.
Zu ihren Schülerinnen gehörten unter anderem Eva Marie Degenhardt, Rose Köster, Petra Füth und Gabi Mett.

### Künstlerisches Wirken
Martel Wiegands Arbeiten sind gekennzeichnet durch die große Vielseitigkeit in Themen und Techniken, unter anderem Textilobjekte, Textilreliefs, Tücher, Collagen, Linolschnitte, Aquarelle und Gouachen in Tempera.
Nach ihrem Aufenthalt in der Villa Romana in Florenz entstanden die ersten vollplastischen Arbeiten, Köpfe, Tortenstücke, Brettchen und Brötchen.
Sie schrieb kleine und knappe Bildgedichte, die sich direkt auf ihre Arbeiten bezogen haben und die sie, je nach Zusammenhang zu den betreffenden Serien, grafisch in Blättern oder Briefumschlägen anpasste.
Gemeinsam mit Helmut Blochwitz entwickelte sie zwischen 1991 und 1995 das Kunstprojekt Zur Mitte hin, in dem insgesamt 23 Kunststelen auf dem Rathausplatz, im Stadtsee und im Stadtgarten in Kaarst installiert wurden.

## Mitgliedschaften
Martel Wiegand war Gründungsmitglied der von Holger Runge 1964 gegründeten Radiergemeinschaft Osterath, der auch unter anderem Joseph Beuys angehörte.

## Ausstellungen (Auswahl)
- 1966: 4. Stallausstellung im Haus van der Grinten in Kranenburg;
- 1992: Köpfe, Schiffe, Schachteln, Linolschnitte von Martel Wiegand in der Städtischen Galerie Bietigheim-Bissingen;
- 2003: Drunter und drüber im Museum Schloss Moyland in Bedburg-Hau;
- 2011–2012: Kunst–Stoff. Textilien in der Kunst seit 1960 in der Städtischen Galerie Karlsruhe;[8][9]
- 2012: Gedenkausstellung in der Galerie Splettstößer in Düsseldorf.[10]
- 2014: Mit dabei – 3 x Wiegand und Spoerri im Ausstellungshaus Spoerri in Hadersdorf am Kamp.[11]
- 2022–2023: Die Osterather Radiergemeinschaft im Museum Katharinenhof, Kranenburg.[12]

## Kunst am Bau (Auswahl)
- 1956: Buntverglasung an der Heinrich-Heine-Grundschule in Düsseldorf;
- 1994: Bürgerschwalbennest im Rathaus Kaarst.[13]

## Ehrungen und Auszeichnungen
- 1984: Kunstpreis Blickpunkt Niederrhein, Düsseldorf;
- 1988: Kunstpreis Fahne Solidarität, Mannheim;
- 1994: Kunstpreis Xylon 12 International, Winterthur, Schweiz.

## Schriften (Auswahl)
- Aquarelle, Collagen, Applikationen, Gewebe. 1966.
- Eva Thomkins; Martel Wiegand: Lehren, Lehrenlernen, Lernen. 1975.
- Eva Thomkins; Martel Wiegand: Textilgestalten. 1975.
- B: unterwegs 1981–1982. 1982.
- Cheminements. 1997.